# Мастер ервејз
Мастер ервејз (енгл. Master Airways) је нискотарифна авио-компанија са седиштем у Нишу коју је као ћерку-компанију 2006. године основао Монтенегро ерлајнс. Још увек нема засебну IATA или ICAO ознаку (користи YM и MGX).
Мастер ервејз је први комерцијални лет извео 6. априла 2006. са аеродрома Београд − Никола Тесла ка Цириху. Осим чворишта у Београду са којег сада лети на линији Београд-Цирих, компанија планира и чвориште у Нишу, као и летове ка Подгорици и Тивту.
Једини авион Мастер ервејза, Фокер 100 YU-AOM који је добио од Монтенегро ерлајнса, јесте авион који је 26. јануара 2006. претрпео значајну штету скренувши са полетно-слетне стазе подгоричког аеродрома. Авион је имао проблема (пукла гума) и при полетању са циришког аеродрома Клотен 7. априла 2006.

## Одредишта
- Србија
  - Београд
  - Ниш
- Швајцарска
  - Цирих